# Le Journal de Québec
Le Journal de Québec ist eine französischsprachige Tageszeitung, die in der kanadischen Stadt Québec und der umliegenden Region erscheint. Sie wird täglich im Tabloid-Format herausgegeben. Die Zeitung ist im Besitz von Sun Media, einer Tochtergesellschaft des Konzerns Quebecor. Im Jahr 2013 betrug die Auflage von Montag bis Freitag 156.568 Exemplare, an Samstagen 167.171 Exemplare und an Sonntagen 158.383 Exemplare; dies entspricht einem Durchschnitt von 158.342. Hinzu kommt eine Online-Ausgabe. Wie ihr Schwesterblatt Le Journal de Montréal ist die Zeitung vor allem auf Boulevardthemen ausgerichtet, hinzu kommen lokale Nachrichten.

## Geschichte
Gegründet wurde die Zeitung im Jahr 1967 durch Pierre Péladeau, dem Konzerngründer von Quebecor. Zunächst wurde sie in Montreal redigiert und gedruckt, bis 1972 neue Redaktionsbüros und eine Druckerei in der Stadt Québec eröffnet wurden. Das Unternehmen sperrte von April 2007 bis August 2008 zahlreiche streikende Journalisten aus, die der Gewerkschaft Canadian Union of Public Employees angehörten; während dieser Zeit gaben sie die konkurrierende Gratiszeitung Média Matin Québec heraus. Seit November 2012 erscheint eine Regionalausgabe für die Verwaltungsregion Saguenay–Lac-Saint-Jean; bereits von 1973 bis 1982 hatte es eine Regionalausgabe gegeben.